# 内田久寿雄
内田 久寿雄（うちだ くすお、1944年1月25日 - ）は、日本のプロゴルファー。

## 来歴
1972年の美津濃トーナメントでは初日を戸田雅吉と共に吉川一雄・海老原清治を抑え、首位の上原忠明と1打差の2位タイでスタートした。
1973年には日本のプロ競技で初めて行われたチャリティートーナメント「ソニーチャリティークラシック」に出場し、初日に森憲二・木本挙国に次ぐと同時に松田司郎と並んでの3位タイでスタートすると、2日目には杉本英世・森・大場勲・吉川一雄と並んでの7位タイに後退。
同年の日本プロでは初日を佐藤精一・小野光一・松井功・陳清波（ 中華民国）と並んでの7位タイでスタートし、青木功・安田春雄・島田幸作・陳清&陳健忠（中華民国）に次ぐと同時に吉川一雄・豊田明夫・尾崎将司・山本善隆と並ぶ6位タイに入った。
1980年の山梨プロアマでは初日を松井・金井清一・杉谷博美に次ぐと同時に菊地勝司・須貝昇・杉本・鷹巣南雄を抑えての4位でスタートし、最終日には金井・中村稔・鷹巣・杉本に次ぐと同時に尾崎・松井を抑えての5位に入った。
1985年の関東オープンを最後にレギュラーツアーから引退。